# Нортлејк (Јужна Каролина)
Нортлејк (енгл. Northlake) насељено је место без административног статуса у америчкој савезној држави Јужна Каролина.

## Демографија
По попису из 2010. године број становника је 3.745, што је 86 (2,4%) становника више него 2000. године.
| Група             | 2000.         | 2010.         |
| Белци             | 3.313 (90,5%) | 3.183 (85,0%) |
| Афроамериканци    | 249 (6,8%)    | 345 (9,2%)    |
| Азијати           | 47 (1,3%)     | 67 (1,8%)     |
| Хиспаноамериканци | 19 (0,5%)     | 75 (2,0%)     |
| Укупно            | 3.659         | 3.745         |